# ورزشگاه استرالیا
ورزشگاه استرالیا بزرگترین ورزشگاه شهر سیدنی در کشور استرالیا است که در تاریخ ۶ مارس ۱۹۹۹ و به منظور استفاده در بازیهای المپیک سیدنی افتتاح شد.